# Tadashi Sawashima
Tadashi Sawashima (沢島 忠, Sawashima Tadashi) (Kotō, 19 de maig de 1926 - 27 de gener de 2018) és un director de cinema. Va dirigir pel·lícules entre el 1950 i el 1960. Va dirigir 49 pel·lícules i va escriure 6 guions. Va morir el 27 de gener de 2018 a causa d'una insuficiència multiorgànica als 91 anys.
L'any 2017 va rebre un Premi Especial a la 40a cerimònia del Premi de l'Acadèmia del Cinema del Japó per la seva carrera cinematogràfica.